# 尼姆达
尼姆达（英語：Nimda）是一个可以使计算机感染蠕虫的恶意文件。它迅速蔓延，所造成的经济损失超过了之前诸如红色代码的记录。
2001年9月18日，第一份关于这个线程（蠕虫）的公告发布。 由于发布日期恰好在世界贸易中心和五角大楼遭袭一周后，一些媒体迅速开始猜测病毒与基地组织之间的联系 ，尽管最终没有证据证明这一理论。
尼姆达影响运行Windows 95、98、NT、2000或XP的用户工作站（客户端），及运行Windows NT和2000的服务器。
蠕虫的名字来自于“admin”的反向拼写。
F-Secure在Nimda代码中发现了文本“Concept Virus(CV) V.5, Copyright(C)2001 R.P.China”，可能表明其来源国。

## 感染方法
尼姆达非常成功，部分因为不像其他同样臭名昭著的恶意软件（如莫里斯蠕虫或红色代码）那样，它使用了五种不同的方法去感染媒介：
- 电子邮件
- 打开网络共享
- 浏览已被入侵的網站
- 利用不同的網際網路資訊服務（IIS）4.0 / 5.0目录遍历漏洞。（红色代码和尼姆达都非常成功地利用了微软IIS服务器中众所周知和早已修复的漏洞[4]。）
- “红色代码II”和“sadmind/IIS”蠕虫留下的后门。